# Edward Montagu (1. hrabia Sandwich)
Edward Montagu KG (ur. 27 lipca 1625 w Barnwell, zm. 28 maja 1672) – admirał floty republikańskiej, a później królewskiej. Od Karola II otrzymał tytuł hrabiego Sandwich (ang. Earl of Sandwich). 
Edward Montagu był synem sir Sidneya Montagu i Pauliny Pepys, ciotki Samuela Pepysa. Poległ w bitwie pod Solebay (1672) podczas III wojny angielsko-holenderskiej, gdy jego HMS Royal James został spalony przez holenderskie brandery.